# روبان نقره‌ای
روبان نقره‌ای (به ایتالیایی: Nastro d'Argento) جایزهٔ سینماییِ فرهنگی‌ِ ملی است که از سال ۱۹۴۶ میلادی تاکنون از طرف اتحادیه ملی روزنامه‌نگاران سینمای ایتالیا (به ایتالیایی: Sindacato Nazionale Giornalisti Cinematografici Italiani (اختصاری SNGCI))، هر ساله اهدا می‌شود. این جایزه قدیمی‌ترین جایزهٔ اروپایی و دومین جایزهٔ قدیمی در جهان است.
اتحادیه ملی روزنامه‌نگاران سینمای ایتالیا در همان سال ۱۹۴۶ میلادی هم‌زمان با روبان نقره‌ای، توسط گروهی از روزنامه‌نگاران و جستارنویسان سینما –که برخی از آنها بعدها از مدیران اتحادیه شدند (همچون استنو و ماریو سولداتی، که نخستین رئیس اتحادیه بود)– و هنرمندان (میکل‌آنجلو آنتونیونی و آنتونیو پیترآنجلی) تأسیس شد.
در حال حاضر این جوایز بر اساس پنج پیشنهاد توسط مدیران اجرائی بر حسب رای اعضای اتحادیه روزنامه‌نگاران فیلم در رادیو و تلویزیون، نشریات و وب، به آثار سینمایی تعلق می‌گیرید.

## جوایز
- روبان نقره‌ای  بهترین کارگردان (از سال ۱۹۴۶)
- روبان نقره‌ای  بهترین بازیگر مرد (از سال ۱۹۴۶)
- روبان نقره‌ای  بهترین بازیگر زن (از سال ۱۹۴۶)
- روبان نقره‌ای  بهترین بازیگر نقش مکمل مرد (از سال ۱۹۴۶)
- روبان نقره‌ای  بهترین بازیگر نقش مکمل زن (از سال ۱۹۴۶)
- روبان نقره‌ای بهترین موسیقی فیلم (از سال ۱۹۴۷)
- روبان نقره‌ای بهترین کارگردان جدید (از سال ۱۹۷۴)
- روبان نقره‌ای بهترین تهیه‌کننده (از سال ۱۹۵۴)
- روبان نقره‌ای بهترین فیلم‌نامه (از سال ۱۹۴۸)